# Joazaf II (patriarcha Konstantynopola)
Joazaf II zwany Wspaniałym, gr.  Ιωάσαφ Β΄ ο Μεγαλοπρεπής – ekumeniczny patriarcha Konstantynopola w latach 1556–1565.

## Życiorys
Urodził się w Tracji. W 1535 r. został biskupem Adrianopola. Patriarchą został w lipcu lub sierpniu 1556 r. Wykazywał zainteresowanie luteranizmem. 15 stycznia 1565 został odwołany z funkcji decyzją Świętego Synodu. Następnie przebywał na Górze Athos, potem ponownie w Adrianopolu.